# Hugo von Kirchbach
Pour les articles homonymes, voir Kirchbach (homonymie).

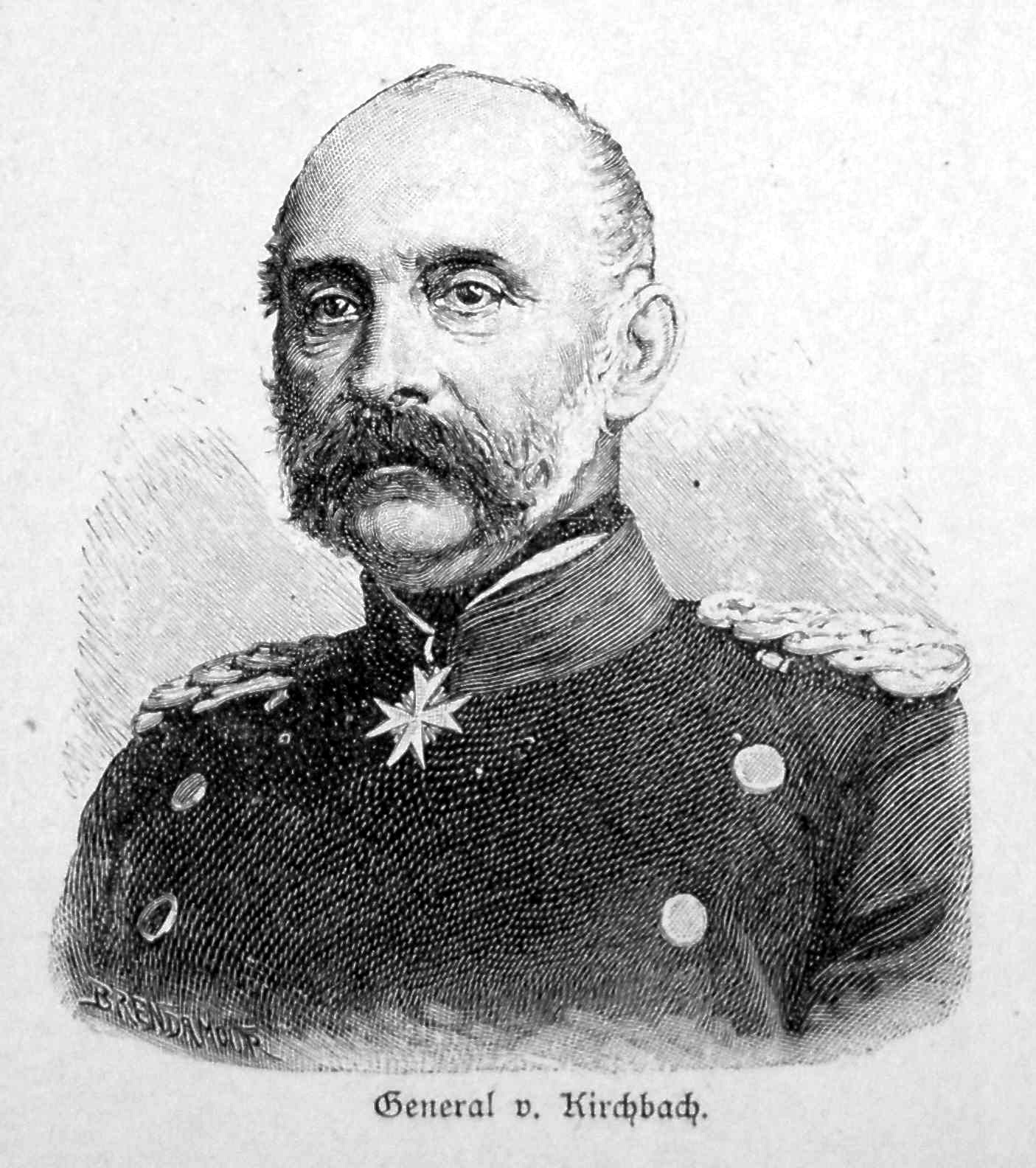
Général Hugo von Kirchbach

Hugo Ewald von Kirchbach, à partir de 1880, comte von Kirchbach (né le 23 mai 1809 à Neumarkt-en-Silésie et mort le 6 octobre 1887 Niesky) est un général d'infanterie prussien.

## Biographie

### Origine
Il est le fils de Franz Karl Helmuth von Kirchbach (de) et de son épouse Babette, née Weiland (morte en 1834). Son père est capitaine prussien et adjudant du major général Losthin (de) pendant la campagne de France le 12 mai 1814 meurt d'une fièvre près de Neuville-Saint-Vaast.

### Carrière militaire
Kirchbach étudie aux maisons des cadets à Culm et Berlin à partir de 1820 et est transféré le 5 avril 1826 comme Portepeefähnrich au 26e régiment d'infanterie de l'armée prussienne à Magdebourg. Un an plus tard, le 29 mars 1827, il reçoit son permis d'officier. En 1831/34, Kirchbach est diplômé de l'École générale de guerre et est à partir du 1er janvier 1835 adjudant de bataillon. Au début de juin 1838, il est affecté au bureau topographique. En tant que premier lieutenant, Kirchbach est adjudant de la 7e division d'infanterie pendant quatre ans à partir de mars 1841 et est ensuite promu capitaine adjudant de la 8e division d'infanterie. En octobre 1845, Kirchbach reçoit sept mois de vacances pour se rendre en France, en Italie, en Autriche et dans les états allemands du sud.
À la fin de novembre 1848, des troubles révolutionnaires éclatent à Erfurt et Kirchbach contribue à les supprimer. Pour cela, il reçoit l'Ordre de l'Aigle rouge de 4e classe décernée avec des épées. Le 28 décembre 1850, il est promu major, il est muté six mois plus tard comme adjudant au commandement général du Corps de la Garde à Berlin. Cela est suivi, du 1er octobre 1855 au 30 juin 1858 un emploi d'enseignant à l'École générale de guerre. En attendant, Kirchbach est le 15 octobre 1856 est promu lieutenant-colonel. En plus de ses activités d'enseignement, il est du 30 décembre 1856 au 9 décembre 1857 chef de service à l'état-major puis chef d'état-major général du Corps de la Garde. En avril 1858, il est également nommé membre de la commission d'étude de l'École générale de guerre.
Après avoir été chef de l'état-major général du 3e corps d'armée, Kirchbach est nommé commandant du 36e régiment de fusiliers à Halle le 13 octobre 1859. À partir du 1er juillet 1860, il commande le 66e régiment d'infanterie. En position à la suite de son régiment, Kirchbach est nommé commandant de la 19e brigade d'infanterie le 19 janvier 1863 et promu major général le 17 mars 1863.
Dans la guerre des Duchés de 1864, il commande la 21e brigade d'infanterie mobile dans le Schleswig. Promu lieutenant général à la mobilisation, il dirige la 10e division avec distinction pendant la guerre austro-prussienne. Pour sa participation réussie aux batailles de Nachod et de Skalitz et à la bataille de Schweinschädel, il reçoit l'ordre Pour le Mérite. Pendant la bataille de Sadowa, il n'est présent, le 5e corps d'armée n'atteint pas la bataille à temps malgré une marche forcée.
Lorsque la guerre contre la France éclate, Kirchbach reçoit le 18 juillet 1870, le commandement du 5e corps d'armée et est nommé le 10 août 1870 général de l'infanterie. Il prend part à la bataille de Wissembourg et à la bataille de Frœschwiller-Wœrth, où il est légèrement blessé au cou. Dans la bataille de Sedan (1er septembre 1870), il se voit confier la tâche de fermer l'anneau au nord qui embrasse l'armée française en prenant contact avec l'armée de la Meuse venant de l'est et en déplaçant le chemin de l'armée française. En raison de l'occupation de Versailles le 19 septembre 1870, il achève le siège de Paris dans le sud-ouest tout en couvrant le siège du roi Guillaume Ier et du prince héritier à Versailles jusqu'au 9 février 1871. Il repousse tous les assauts des Parisiens, y compris le dernier échec majeur le 19 janvier 1871 (bataille du Buzenval). En février, il marche avec son corps à Orléans, en mars à Vesoul. Le 16 mai 1871, il est nommé général commandant du 5e corps d'armée. Pour ses services dans cette guerre, il reçoit les feuilles de Chêne pour Pour le Mérite, la Grand Croix de l'Ordre du Mérite Militaire du Wurtemberg et la Croix du Commandeur de l'Ordre militaire de Maximilien-Joseph de Bavière. De plus, le roi de Prusse lui accorde une dotation de 100 000 thalers.
En mars 1872, il achète avec la dotation un domaine à Moholz dans l'arrondissement de Rothenburg-en-Haute-Lusace (de). Après près de 54 ans de service en tant qu'officier prussien, Kirchbach est élevé le 3 février 1880 au titre héréditaire de comte primogéniture avec pension à la disposition.
Kirchbach est un chevalier de Justice de l'Ordre de Saint-Jean .
Hugo von Kirchbach décède en 1887 à l'âge de 78 ans et est enterré dans l'ancien cimetière Saint-Matthieu à Schöneberg près de Berlin. La tombe n'a pas été préservée.

### Famille
Kirchbach se marie le 11 mars 1844 avec Anna Karoline Davide Schwartz (1826-1905) à Magdebourg. Les enfants suivants sont nés du mariage:
- Agnès Luise Davide (née le 25 avril 1845) mariée à Albert von Wolff (né le 4 mai 1832), colonel prussien, fils de Karl von Wolff (de)
- Hugo Philipp Robert (1846-1870), sous-lieutenant prussien du régiment de fusiliers de la Garde
- Elisabeth Ida Mathilde (née le 20 décembre 1847) mariée à Theodor von dem Knesebeck (de) (1832–1910), général major prussien
- Günther Emanuel (1850-1925), Generaloberst prussien

## Honneurs
- Grand-croix de l'ordre de l'Aigle rouge avec des feuilles de chêne le 27 mars 1873
- Grand-Croix de l'Ordre d'Albert le 14 octobre 1873
- Ordre d'Alexandre Nevsky le 15 janvier 1874
- Chevalier de l'ordre de l'aigle noir le 18 septembre 1875
- Citoyen d'honneur de la ville de Neumarkt le 18 avril 1871
- Kirchbachstrasse à Brême-Schwachhausen et Kirchbachstrasse à Berlin-Schöneberg portent son nom.